# Tortella rubripes
Tortella rubripes är en bladmossart som beskrevs av Brotherus 1902. Tortella rubripes ingår i släktet kalkmossor, och familjen Pottiaceae. Inga underarter finns listade i Catalogue of Life.